# 森下博
森下 博（もりした ひろし、1869年12月5日〈明治2年11月3日〉 - 1943年〈昭和18年〉3月20日）は、日本の実業家、森下仁丹の創業者。広告宣伝を積極的に行って商品の名を広め、日本の広告王と称された。広島県鞆町生まれ。幼名は茂三(もぞう）。

## 経歴

### 誕生
1869年、備後国沼隈郡鞆町（現・広島県福山市鞆町）に沼名前神社の宮司を務める森下佐野右衛門と佐和子の長男として生まれる。博が幼い頃、父は宮司を辞めて煙草の製造販売に転業するも、「士族の商法」で接客したため売上は芳しくなかった。このため、父は学問よりも商売の智識の習得が今後は役に立つと考え、博が9歳の時に学校を辞めさせて備後府中宮内村の煙草商を営む那部嘉右衛門の元へ見習奉公に出した。博はここで12歳まで働いて様々なことを学んだ。見習奉公の年季を果たした博は奉公先近くの小学校の先生の勧めで『學問ノスヽメ』や『世界国尽』などの福澤諭吉の著書を学び大きな感銘を受けたが、父の病気により鞆町の実家へ呼び戻されたため、満足に学校に通うことは出来なかった。
1882年（明治15年）、父が亡くなり家督を相続して15代佐野右衛門を襲名して宮司職を継いだが、世は文明開化の時代、大志を抱き1883年（明治16年）15歳の春に数日間歩き通して単身大阪へ上った。大阪では泊園書院（現・ 関西大学）で学びつつ、医者となっていた叔父の沢田吾一の世話を受け、叔父の知人である桑田墨荘の紹介により、心斎橋の舶来小間物問屋「三木元洋品店」で丁稚奉公を始めた。

### 創業と方針

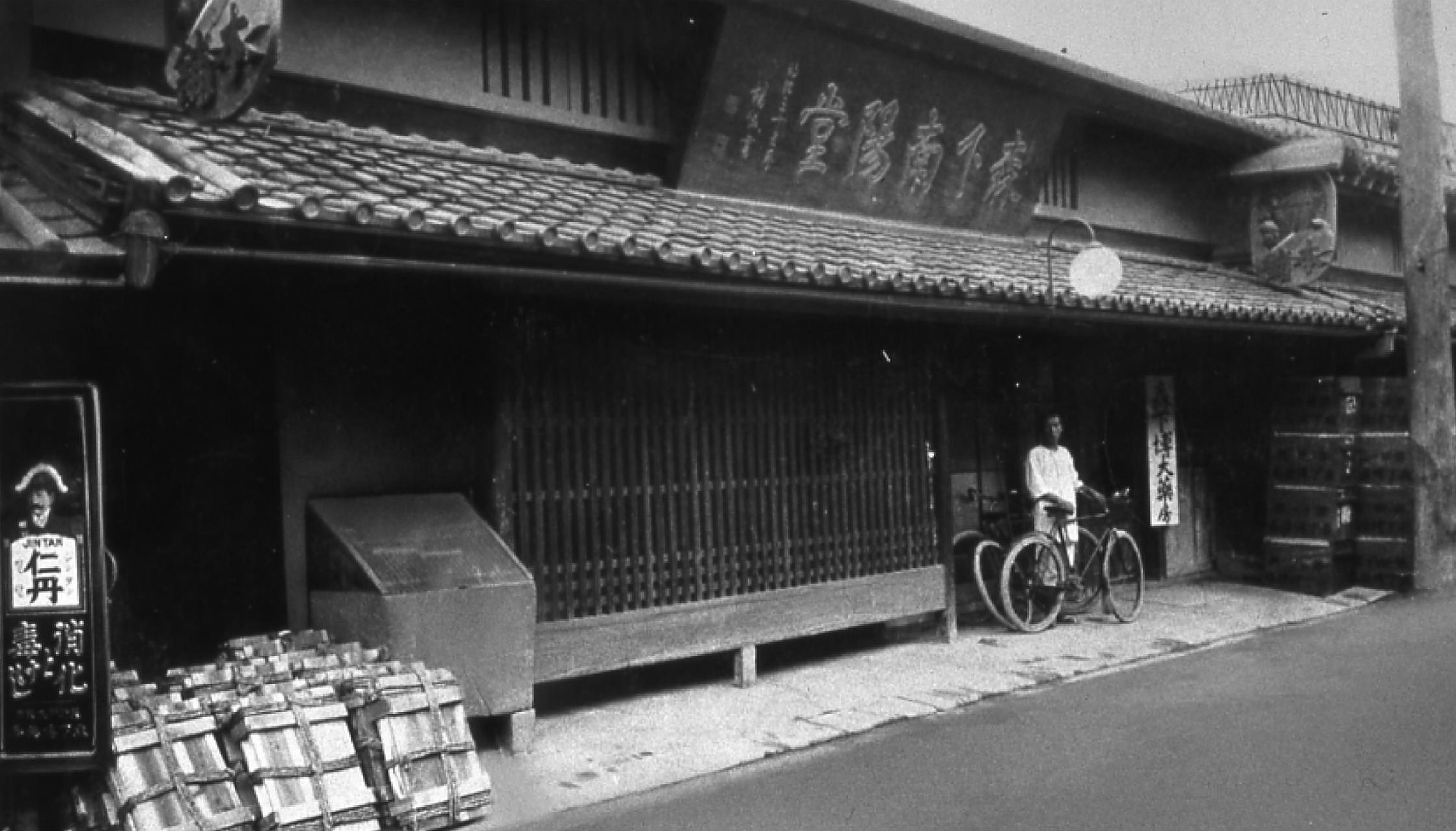
森下南陽堂店舗（1907年撮影）

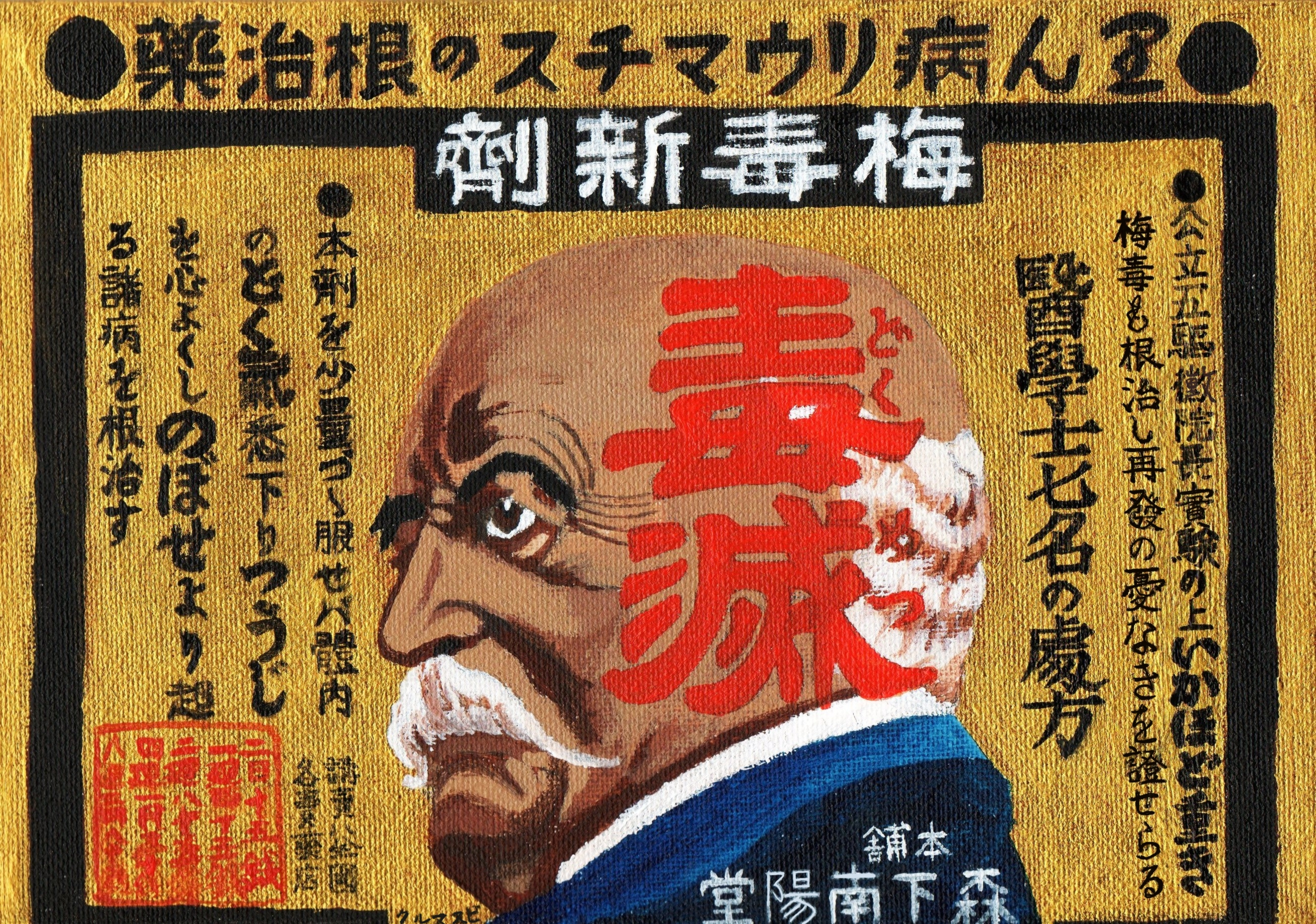
毒滅の広告。1904年10月30日の大阪朝日新聞の広告に彩色を施したもの。

博の三木元洋品店での奉公は9年間で年季が明けて別家を許され、1892年（明治25年）に丸尾花子と結婚する。翌1893年（明治26年）紀元節、24歳の時に大阪市東区淡路町に念願の薬種商「森下南陽堂」を創業した。妻と従業員2名から店を始め、根本方針として「原料の精選を生命とし、優良品の製造供給進みては、外貨の獲得を実現し広告による薫化益世を使命とする」と示し、広告を重要視した販売戦略を掲げた。
薬種商の仕事は富山や新潟などの売薬業者に原料を販売するのが主だったが、森下南陽堂は自店が開発した製品の発売も行った。1896年（明治29年）2月11日には日清戦争の功労者に与えられた金鵄勲章にあやかった香袋『金鵄麝香』（きんしじゃこう）を発売、4月には「薬石新報」に全面広告を掲載した。また、1898年（明治31年）には内服美容剤『肉体美白丸』を発売している。しかし、これらは大きな成果は生まず販売数的に見ると失敗であった。また、森下はルーデサックをフランスから輸入して性病予防器具『やまと衣』として発売し、「病気は予防するものである」という考えを打ち出している。
1900年（明治33年）2月11日には笹川三男三医学博士が処方を開発した梅毒薬『毒滅』を発売する。当時世間一般には、広告を出すような会社は商品に自信が無いに違いない、と思われていたが、この毒滅の販売には家財の一切を広告費につぎ込み大々的な宣伝を仕掛けた。商標にはドイツ宰相ビスマルクを使用、「梅毒薬の新発見、ビ公は知略絶世の名相、毒滅は駆黴唯一の神薬」というコピーを作り、日刊紙（新聞）各紙に全面広告を出した。また全国の街角の掲示板にポスターを出すなど、先駆的な宣伝戦略を打ち出して成果を収めた。毒滅の成功で軌道に乗った森下南陽堂は1902年（明治35年）に手狭となった店舗を淡路町から東区道修町1丁目へと移転し、1905年（明治38年）には『仁丹』の発売に合わせて、社名を「森下博薬房」へと改めた。

### 仁丹の製造発売
森下は以前から着目していた家庭保健薬の研究を進めた。この保健薬作成の着想はかつての1895年（明治28年）に森下が軍隊に召集された時に発想を得たといわれる。任地の台湾へ出征した森下は現地で服用されていた丸薬を見て、これを日本の総合保健薬に取り入れることを思い立った。この開発研究の為、薬学の権威であった三輪徳寛、井上善次郎両博士に協力を依頼した。森下は和漢の生薬原料を取り寄せて自ら処方にも取り組み、処方の完成には3年を費やした。本製造開始の為に丸薬作りの本場である富山に1か月間滞在して生産方法を学び、製丸機と製丸士を連れ帰った。また、丸薬の携帯性を高めるため、表面を赤いベンガラでコーティング（1929年（昭和4年）からは銀箔）することを考案した。
ネーミングは中国大陸への輸出を念頭に考案され、「仁儀礼智信」の五常首字であり、儒教最高の徳とされる「仁」と、台湾で丸薬に使われていた「丹」の文字を組み合わせ仙薬のイメージを持たせた。読みは漢学者の藤沢南岳や朝日新聞論説委員を務めた西村天囚に意見を求めて「じんたん」とした。トレードマークにも数百回に及ぶ修正を重ね、最終的に大衆に人気のあった大礼服を着せて帽子をかぶり、カイゼル髭を貯えた人物がデザインされた。こうして大衆薬『仁丹』が1905年2月11日に森下博薬房から発売された。尚、商標の人物のモデルには様々な説があった。仁丹の発売時には伊藤博文の長男文吉や森下自身がモデルとも噂された。一般には毒滅で使ったビスマルクをデフォルメして大礼服姿にしたものだという説が広く流布したが、森下の孫の泰が祖父にモデルの軍人は誰か訊ねたところ、人物は軍人ではなく外交官を表しており、仁丹は薬の外交官であるとの返答を受けたという。

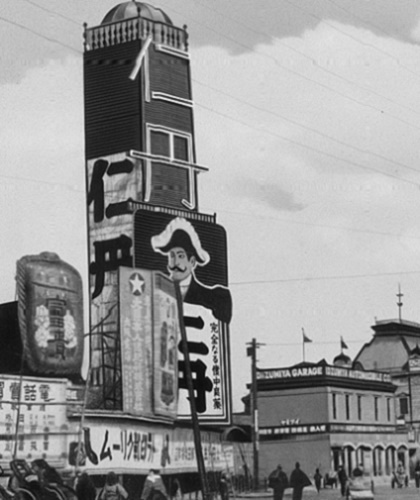
大阪の仁丹広告塔
1907年撮影

仁丹は日本初となる薬の特売や景品贈呈といった独自の販売方式を取り入れて販路を拡大していった。また、宣伝には更にスペクタクルな広告戦略が打ち出され展開された。売り上げの三分の一を宣伝費に投資したといわれ、新聞全面広告の連日掲載や街の琺瑯(ホーロー)看板の設置を繰り広げた。更には従業員を拡張隊と称して全国を巡らせ、全国薬店に突き出し看板やのぼり、自動販売機などを設置した。こうした宣伝により仁丹は全国で広く認知され、大礼服マークは当時の薬局の目印になったほどだった。また、電柱広告にも目を付けて町名表示と広告を併せて掲示したり、鉄道沿線の野立看板を設置した。更に東京浅草や大阪駅前に大イルミネーション・仁丹塔を建てこれらは名所となった。一方では飛行機を用いたビラ配布による全国一周旅行を行い話題を集めた。このような様々なアイデアは会議の場で若手社員などからも挙げられ、森下は有用と思うものは地位に囚われずに採用したという。全国津々浦々に名前が浸透した仁丹は発売わずか2年で売薬中、売上高第1位を達成し莫大な利益を上げた。

### 日本の広告王
1907年（明治40年）2月には輸出部を設置、輸出部は各国で仁丹の商標登録を行ったうえで進出を図った。中国大陸では郵便代弁処（郵便局）を活用した通信委託販売を考案した。日本国内と同様に都市部では新聞広告などの積極的な宣伝を行い、地方や奥地ではのぼりを付けた楽団を行進させて無料見本を配布するなどして中国全土の4000ヵ所に販路を拡げた。大正期の初めには中国大陸での販売は国内の販売を超えるほどとなっている。続いて1911年（明治44年）にはインドのボンベイの貿易商チャウバル商会と代理店契約を結んで、翌年には同商会との業務提携によりボンベイ支店を設置した。インドでも大規模な宣伝により仁丹の名は広まり、日の丸を知らないインド人でも仁丹は知っていると言われるほどだったという。
1915年（大正4年）にはジャワ島のスマラン市で行われた博覧会へも出品し「ジャワ仁丹公司」開設へと繋がった。同年にはハワイにも支店を開設した。南米全土への進出も目指し、チリではバルパライソ市の現地の邦人経営会社を代理店とした。また、仁丹は現在のタイ、フィリピン、シンガポール、マレーシア、エチオピア、モンバサ、ウガンダなどに当たる地域にも輸出された。1914年（大正3年）からは古今東西の格言を記した「金言広告」、一般常識を短文にまとめた「昭和の常識」など世の中に役立つ広告を様々な場所へ送り出し"日本の広告王"と称された。
1914年に宮内省御用、1919年（大正8年）に大阪府実業家功労者として再び宮中に召された。これを記念して天皇記念財団を設立し、育英事業にも力を尽くした。1920年（大正9年）公益に資する広告での社会貢献と輸出振興の功により緑綬褒章を受章する。また、同年には新たに設立された表記文字をカタカナのみとすることを推進する団体「仮名文字協会」に評議員として加入した。
1922年（大正11年）、森下博薬房は森下博営業所と社名を改めた。同年に笹川三男三が社長となっていた赤線検温器株式会社へ出資、森下も赤線検温器の取締役相談役を兼ねた。笹川の要請により同社の体温計販売を森下博営業所は受け持つことになり、最初に森下は大阪の藤本真次商店にこの体温計を専売させた。発売当初は「売薬屋の体温計」と敬遠されて販売は振るわなかったが、内では品質管理の徹底を推進し、外では新聞上にこの体温計の命名を懸賞応募として展開して知名度の向上を図った。この懸賞により体温計名は「仁丹の体温計（仁丹体温計）」と名付けられた。また、8万3千人に及ぶ全国の著名人に対して商品を送り、もし不要なら返品を行うという一種のダイレクトセールスの実施によって徐々に販売実績を増やしていった。同年には「健康は口から」という口腔衛生の考えにより、アルミ容器を用いた「仁丹ハミガキ」を発売した。これは日本の歯磨き粉の容器をアルミとした先駆となった。

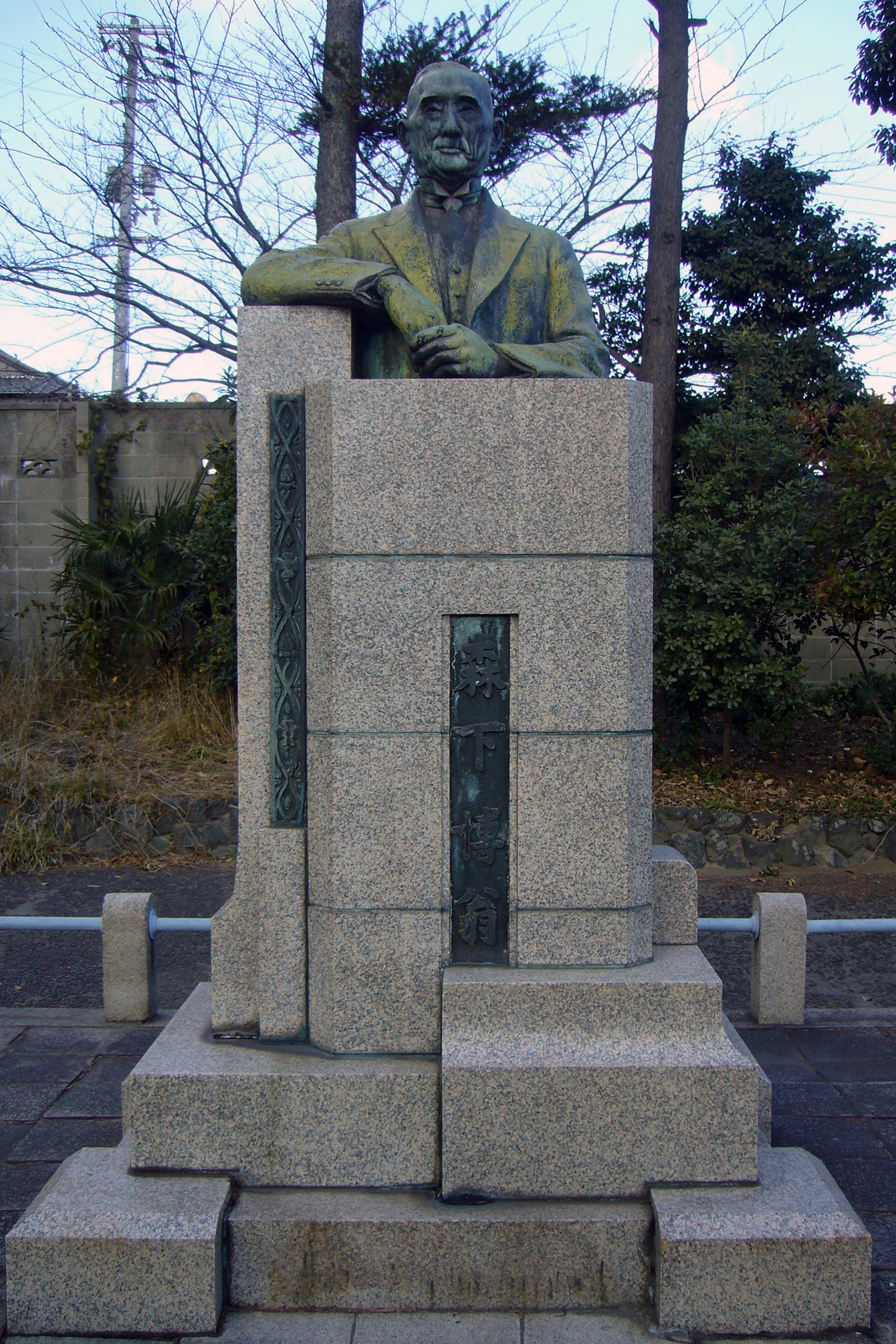
鞆町の沼名前神社にある森下博翁寿像

1931年（昭和6年）には紺綬褒章を受章し、1938年（昭和13年）には第2回日本広告大賞を受賞した。また、故郷の鞆の浦の伝統漁法である「鞆の浦観光鯛網」の宣伝にも力を注ぎ、鞆町に対しては多額の寄付を行い、各家庭には仁丹製品が施された。地元での森下は「鞆の大恩人」と称えられている。その他国際親善にも寄与し関係諸国からも多数の勲章を受けた。
仁丹は記録的なロングセラーブランドとなり1936年（昭和11年）からは社名にも用いられることとなった。森下は経営の基本に「家族主義」を置き、社員に対して物と心の両面におよぶ心配りを見せた。森下が名付け親となった社員の子は340名に達し、森下家の墓の隣には社葬で葬られた人々の墓を作って弔った。昭和恐慌で苦境に追い込まれた際にも決して解雇をせず、宣伝を駆使して克服した。そして各季節毎に開かれる全従業員参加の慰安会を 森下はいつも心待ちにしていたという。また森下は信義を重んじた経営を心掛け、代理店を無闇に増やすことを控えて代理店や小売店との共存共栄を企図した。
「森下仁丹」の生産実績が医薬品業界のトップとなるのを見届けて、1943年（昭和18年）3月20日、兵庫県西宮市六甲苦楽園の自宅で死去した。享年75。翌日中国大陸の新聞は「神薬仁丹の創業者、日本森下博大先生死す」と訃報を伝えた。

### 註釈
1. ↑  この懸賞の1等賞金は千円で当時の銀座三愛前の土地1坪と同額という高額なものであった。このためか応募総数は61万496人に達した[21]。
2. ↑  森下は「紳士録」の掲載から人物を選出し、体温計3本とともに仁丹製品を返品の場合の送料の引き当てとして封入した[21]。